# (7446) Hadrianus
(7446) Hadrianus es un asteroide perteneciente al cinturón de asteroides, región del sistema solar que se encuentra entre las órbitas de Marte y Júpiter, descubierto el 29 de septiembre de 1973 por Cornelis Johannes van Houten en conjunto a su esposa también astrónoma Ingrid van Houten-Groeneveld y el astrónomo Tom Gehrels desde el Observatorio del Monte Palomar, Estados Unidos.

## Designación y nombre
Designado provisionalmente como 2249 T-2. Fue nombrado Hadrianus en homenaje al emperador romano Publio Aelio Adriano, fue adoptado por Trajano convirtiéndose en su sucesor en 117. Adriano detuvo la expansión del imperio romano, dedicándose a la construcción de excelentes carreteras, acueductos y nuevas ciudades, también fortificó las fronteras del imperio, es de destacar el muro entre Inglaterra y Escocia y las limes en Alemania. Reformó la economía, la administración y la ley. Admirador de la cultura griega, construyó el Castillo Sant'Angelo en Roma.

## Características orbitales
Hadrianus está situado a una distancia media del Sol de 3,120 ua, pudiendo alejarse hasta 3,364 ua y acercarse hasta 2,875 ua. Su excentricidad es 0,078 y la inclinación orbital 1,771 grados. Emplea 2013,13 días en completar una órbita alrededor del Sol.

## Características físicas
La magnitud absoluta de Hadrianus es 12,5.